# Lenka Šarounová
Lenka Kotková, née Šarounová, le 26 juillet 1973, à Dobřichovice, est une astronome tchèque qui a découvert de nombreux astéroïdes dont (14124) Kamil en 1998, (28019) Warchal en 2002 et (17600) Dobřichovice (nommé d'après son village natal) en 2003. D'après le Centre des planètes mineures, elle a découvert 262 astéroïdes numérotés entre 1995 et 2003, dont 41 avec un co-découvreur.
L'astéroïde (10390) Lenka, découvert par ses collègues Petr Pravec et Marek Wolf en 1997, est nommé en son honneur. L'astéroïde (60001) Adélka, découvert par elle-même en 1999, est dotée du même nom que celui de sa fille.